# Pierre Pourrat
Pour les autres membres de la famille, voir Pourrat.
Ne doit pas être confondu avec Pierre-Mathias Pourrat.
Pierre Pourrat, né en 1758, mort en 1835, est un administrateur et homme politique français, sous-préfet puis député. 
Partisan de la Révolution française, il est nommé à des fonctions d'administration départementale. Il devient sous-préfet sous le Consulat et le Premier Empire. 
Sous la Restauration, il est révoqué comme sous-préfet, mais élu député du Puy-de-Dôme et siège avec la minorité favorable à la constitution. Il redevient sous-préfet sous la monarchie de Juillet.

## Biographie
Pierre Pourrat est né le 20 septembre 1758 à Ambert, dans l'actuel Puy-de-Dôme. Il est le fils du marchand de papier Jean Pourrat, et d'Anne Begon.
Marié avec Mlle Mathias, fille du notaire Pierre Mathias et de Anne Marie Vimal, il est le père de Pierre-Mathias Pourrat et le grand-père du général Alfred Pourrat.

### Administrateur départemental
Fabricant de papier au moment de la Révolution française, il prend parti en faveur de la Révolution et entre dans la vie publique en étant nommé administrateur du district d'Ambert, préfiguration du futur arrondissement d'Ambert, le 15 septembre 1790. De 1791 à 1795, il est administrateur du département du Puy-de-Dôme. Il devient ensuite commissaire du Directoire près la municipalité d'Ambert de 1795 à 1800.

### Sous-préfet puis maire
Après le coup d'État du 18 brumaire et l'instauration du Consulat, Pierre Pourrat est nommé sous-préfet de l'arrondissement d'Ambert, le 3 floréal an VIII (23 avril 1800) et conserve ces fonctions jusqu'à la Seconde Restauration, en 1815. Il est alors destitué et reprend son activité de fabricant de papier, qu'il poursuit parallèlement à l'exercice de ses mandats électifs locaux.
Sous la Seconde Restauration, il est nommé par ordonnance royale du 22 avril 1818 conseiller général du canton d'Ambert, fonction qu'il occupe jusqu'en 1830. Puis il est désigné comme maire d'Ambert le 12 août 1818, avant d'être destitué le 18 janvier 1826.

### Député
Élu le 1er octobre 1821 député du 4e arrondissement électoral du Puy-de-Dôme par 122 voix sur 218 votants et 322 inscrits, il siège dans la minorité constitutionnelle. En revanche, il est battu lors des élections législatives de 1824, par Amarithon de Montfleury.
En 1830, après l'instauration de la monarchie de Juillet, il est à nouveau nommé sous-préfet de l'arrondissement d'Ambert, fonction qu'il exerce jusqu'à sa retraite intervenant le 4 mars 1834.
Il meurt peu après, le 4 juin 1835, à Ambert. Il était chevalier de la Légion d'honneur, et réputé d'un jugement droit et ferme, sans esprit de parti.

## Mandats électifs

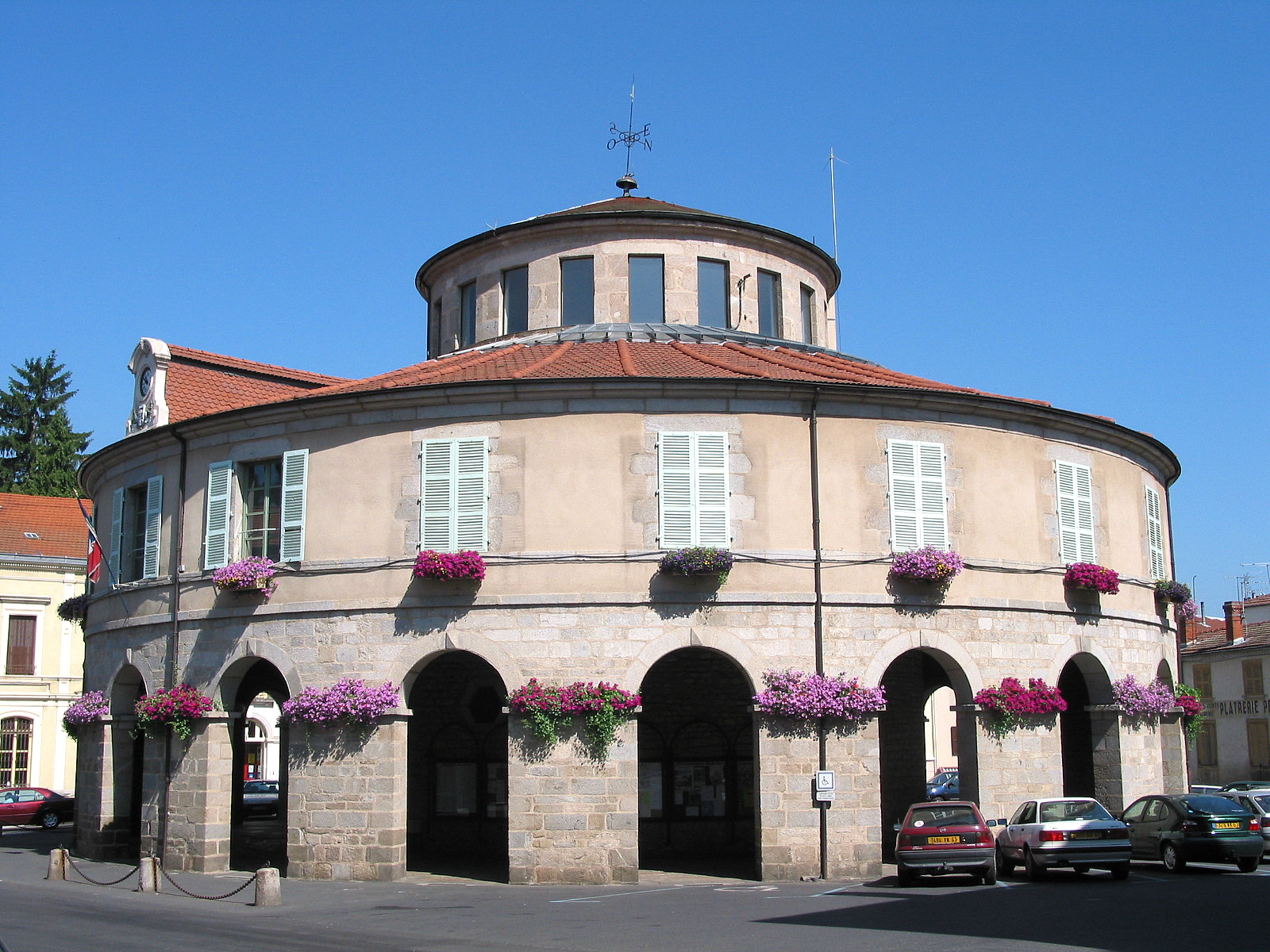
La mairie ronde qu'il fait construire.

- Député du Puy-de-Dôme, du 1er octobre 1821 au 15 février 1824.
- Conseiller général du canton d'Ambert, de 1818 à 1830, démissionnaire en raison de sa nomination comme sous-préfet.
- Maire d'Ambert, de 1818 à 1826, mandat au cours duquel il est à l'origine de la construction de la mairie ronde.

## Distinctions
- Chevalier de la Légion d'honneur[2].